# Active Electronically Scanned Array

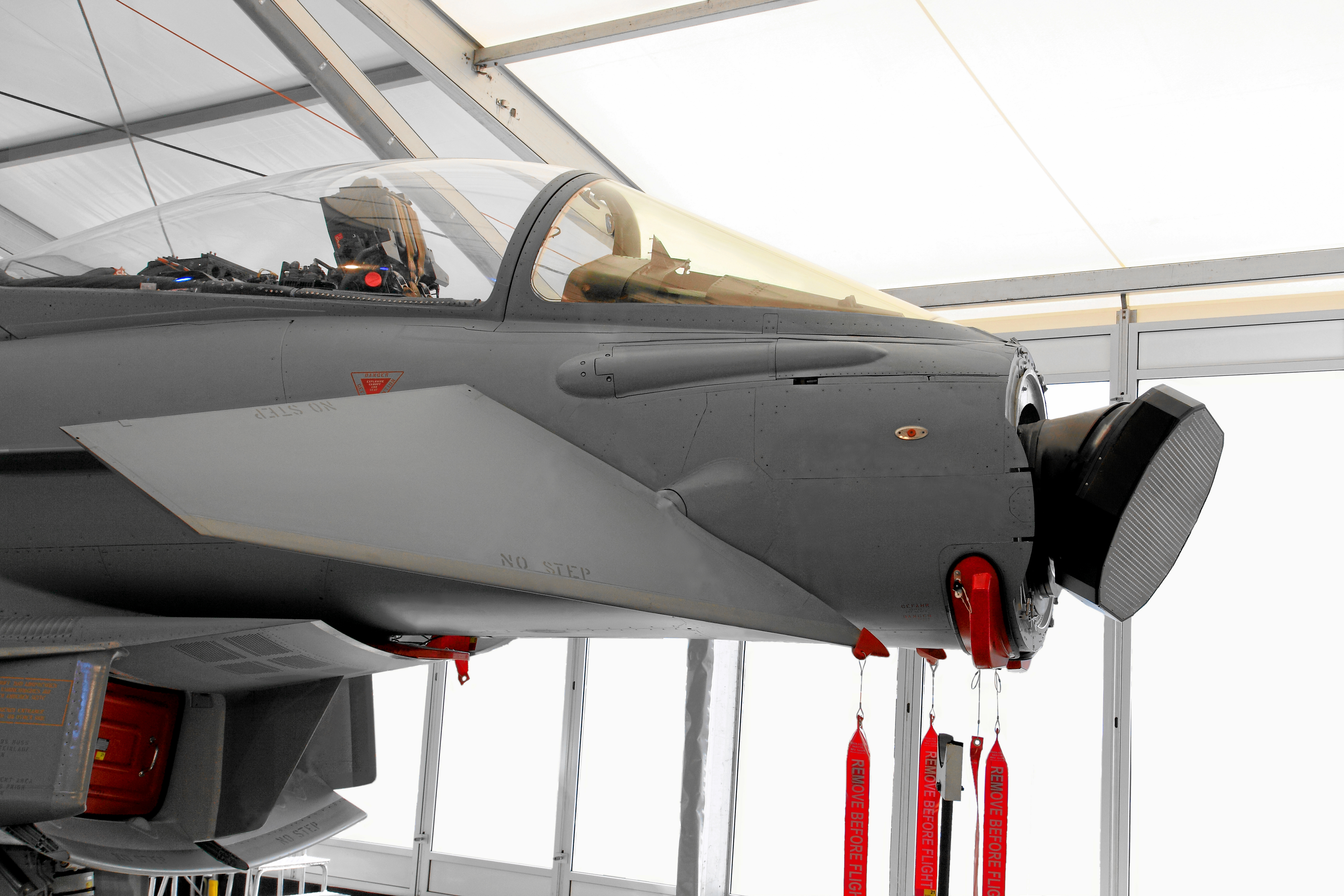
EuroRADAR CAPTOR AESA-Radar beim Eurofighter Typhoon

Das Active Electronically Scanned Array (AESA), auch bekannt als Aktives Phased-Array-Radar bildet ein Radar-System mit aktiver elektronischer Strahlschwenkung. Seine Funktion basiert auf vielen einzelnen, kleinen Sende-/Empfangsmodulen.

## Funktionsweise
Die Ausrichtung sowie Bündelung des Antennendiagramms zur Richtungsbestimmung erfolgt wie bei passiven Phased-Array-Radar-Systemen (PESA-Systemen) durch die Phasenverschiebung zwischen den einzelnen Modulen auf der Antennenfläche. Ein Distanzunterschied zwischen einer Quelle und den Elementen in der Größenordnung einer Wellenlänge, sowie deren Phasenverschiebung ergeben durch Interferenz Vorzugsrichtungen.
Ein AESA-Radar hat somit die gleichen Eigenschaften und Vorteile wie ein passives Phased-Array-Radar. Der Unterschied besteht darin, dass hier jedes Modul einen eigenen Leistungsverstärker und oft auch einen eigenen Hochfrequenz-Generator hat, während die passive Variante eine gemeinsame Hochfrequenz-Quelle einsetzt, deren Signal über digital gesteuerte Phase-Shift-Module modifiziert wird. Die Speiseleitungen und Leistungsteiler von einem zentralen Senderblock zu den einzelnen Phasenschiebern und Einzelstrahlern entfallen bei AESA-Systemen, wodurch diese kompakter zu bauen sind. Der schaltungstechnische Aufwand ist allerdings bei AESA insgesamt größer.
In Multifunktionsradargeräten wird im Sendemoment eine andere Form des Antennendiagramms ausgebildet als in der Empfangszeit. Im Sendefall muss der gesamte abzudeckende Raum mit Sendeenergie gleichzeitig ausgeleuchtet werden. In der Empfangszeit werden darin verschiedene schmalere Antennendiagramme in unterschiedliche Richtungen verteilt. Deshalb werden die in der Antenne vor den Leistungsverstärkern genutzten Phasenschieber nicht auch gleichzeitig für die Empfänger genutzt. In modernen Multifunktionsradargeräten erfolgen die für den Empfangskanal notwendigen Phasenverschiebungen sogar auf digitalem Wege in einem speziellen Prozessor für die Antennendiagrammbildung (Digital Beamforming, DBF).
Gegenüber klassischen Radarsystemen ist ein Phased-Array-System grundsätzlich mechanisch einfacher aufgebaut. Es benötigt weder Stellmotoren, um die Radarkeule nach Seiten- oder Höhenwinkel zu verschwenken, noch Scharniere oder andere Teile, die störanfällig sein können. Es benötigt daher auch weniger Raum, was bei luftgestützten Systemen vorteilhaft ist. Weiterhin ist die Wartung der Radars einfacher, bei gleichzeitiger Erhöhung der Verlässlichkeit: Bis zu 10 % der AESA-Module können ausfallen, ohne die Funktion wesentlich zu beeinträchtigen. Fällt hingegen die Wanderfeldröhre bei einem mechanisch gesteuerten oder PESA-Radar aus, so fällt das Radar vollständig aus.

### Einsatz in Flugzeugen

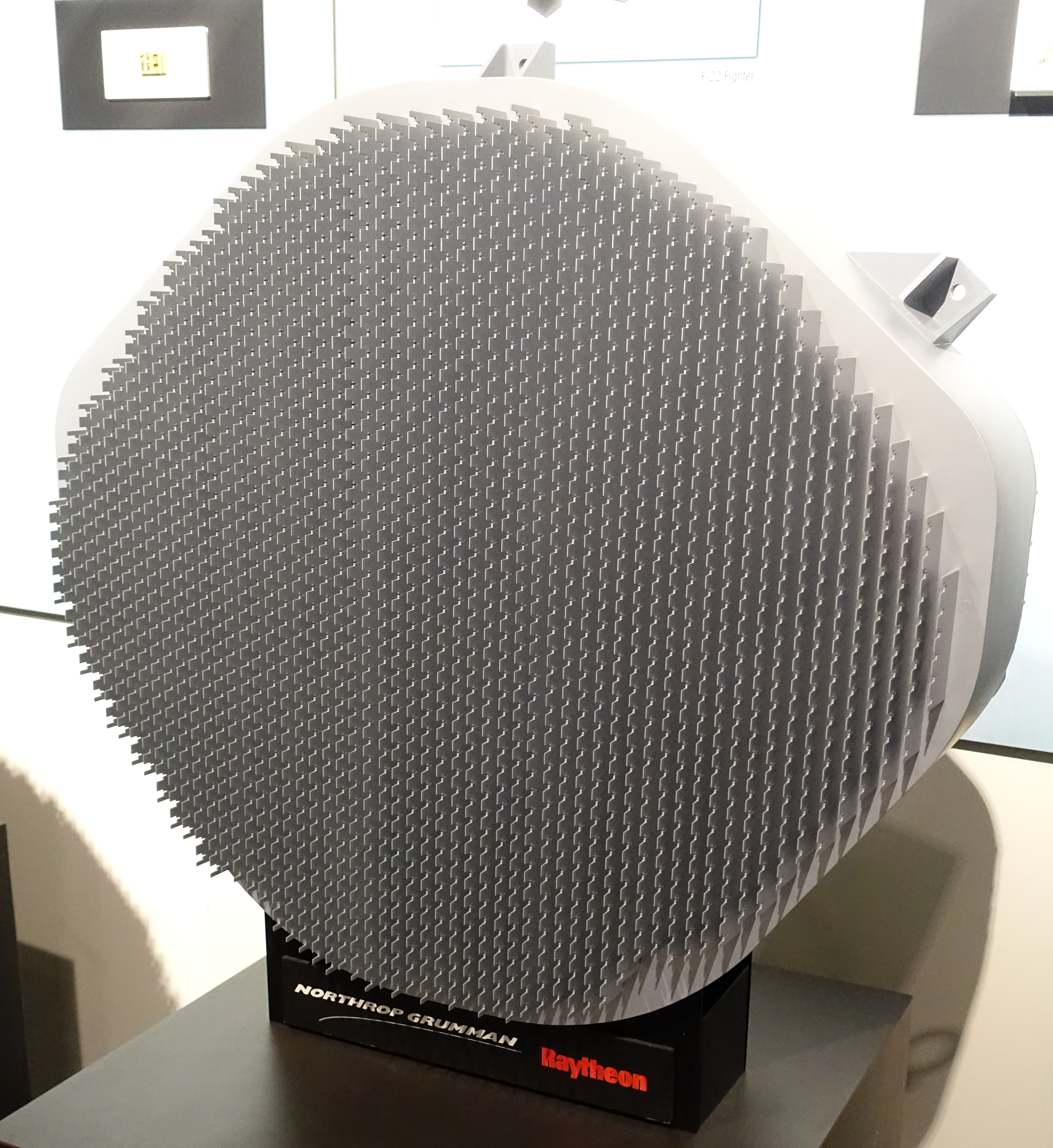
Das Phased-Array-Radar einer Lockheed Martin F-22 (2007)

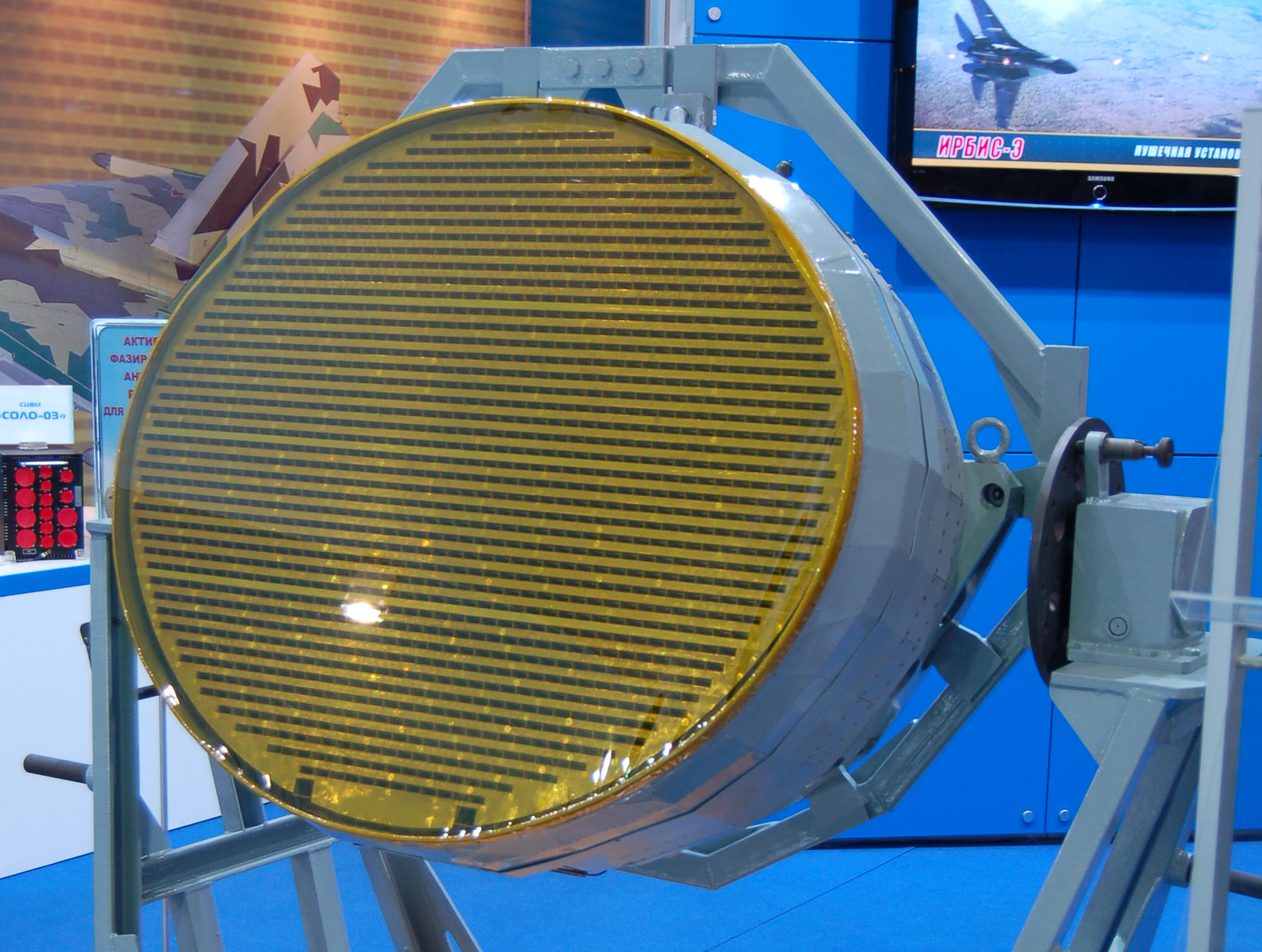
Das N036-1-01-X-Band-AESA-Radar eines Prototyps der Suchoi Su-57 (2009)

Beim Einsatz in Kampfflugzeugen sind die Vorteile eines Aktiven Phased-Array-Radars gegenüber einem herkömmlichen Radar:
- Hohe Geschwindigkeit eines „Radarstrahldurchgangs“, begrenzt aber durch Signallaufzeit.
- Hohe Reichweite in gerader Sichtlinie, abfallend mit steigendem Schwenkwinkel, weil die effektive Antennenfläche abnimmt.
- Mehrere Ziele können gleichzeitig verfolgt werden.
- Insgesamt kleinere Sendeleistung, somit geringere Wahrscheinlichkeit, entdeckt zu werden.
- Einsatz als Störsender (Jamming) möglich.
- Erhöhte Ausfallsicherheit, mehrere Module dürfen ausfallen, ohne dass die Funktionsfähigkeit darunter leidet.

Vorteile gegenüber der passiven Variante PESA sind eine erhöhte Ausfallsicherheit und Lebensdauer der Komponenten, da unter anderem keine Hochspannungen oder Wanderfeldröhren benötigt werden und das Radar ein geringeres Gewicht hat. Ein weiterer Vorteil ist das gleichzeitige Senden auf verschiedenen Frequenzen, wodurch Elektronische Gegenmaßnahmen erschwert und die Wahrscheinlichkeit des Auffassens der Radaremissionen durch Andere verringert wird (Low Probability of Intercept). Aktuelle luftgestützte Radare sind jedoch durch ihre Auslegung auf eine kleine Zahl von Sende- und Empfangskanälen mit unterschiedlichen Frequenzen limitiert. Auch wird die Reichweite durch dieses Verfahren stark gesenkt. Weitere Nachteile sind die Notwendigkeit, geneigt eingebaut werden zu müssen, ansonsten erhöht sich der frontale Radarquerschnitt, und AESA-Systeme weisen ein beschränktes Sichtfeld von maximal ±60° in vertikaler wie auch in horizontaler Richtung auf.
Um das Sichtfeld von max. ±60 Grad zu erhöhen und die mangelhafte Fokussierung im Randbereich zu verbessern, ist es sinnvoll, auch ein AESA-Radar beweglich zu bauen. Die Mechanik kann dabei aber einfacher als bei klassischen Systemen sein, da sie ein Ziel nur grob verfolgen muss.

### Einsatz auf Schiffen und an Land
Bei festen Installationen, bei denen Gewicht und Volumen eine untergeordnete Rolle spielen, so auf Flugzeugträgern und Fregatten, ordnet man jeder Himmelsrichtung eine starre Flachantenne zu; damit werden auch Wetter-Einflüsse auf rotierende Radar-Schüsseln vermieden.

## Liste von AESA-Radaren

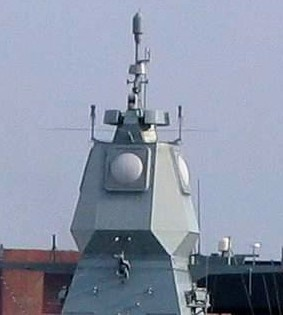
APAR auf einem Schiff der Sachsen-Klasse

Die folgende Liste von aktiv phasengesteuerten Radarsystemen mit elektronischer Strahlschwenkung umfasst nur eine Auswahl der entwickelten und verfügbaren Systeme.

### Luftgestützte Systeme
- AN/APG-63(V)2 in der F-15C Eagle (wurde 2000 als erstes einsatzfähiges AESA-Radar der Welt eingeführt)[1]
- AN/APG-63(V)3 für die F-15C und F-15SG; 2006 im Prototypstadium
- AN/APG-70 in der F-15E Strike Eagle
- AN/APG-77 in der F-22 Raptor
- AN/APG-79 in der F/A-18E/F Super Hornet
- AN/APG-80 in der F-16E/F Block 60 Fighting Falcon
- AN/APG-81 in der F-35 Lightning II
- AN/APG-85: F-35 ab Block 4, von Northrop Grumman[2][3]
- AN/APG-82 (ursprünglich als AN/APG-63(V)4 bezeichnet) als Upgrade für die F-15E Strike Eagle und die F-15SE Silent Eagle
- AN/APQ-181 (AESA-Upgrade derzeit in Entwicklung), im B-2-Tarnkappenbomber
- BAE Systems Seaspray 7000E, in Helikoptern
- Captor-E für die Eurofighter Typhoon
- Ericsson Erieye AEW&C und NORA AESA in der Saab 39 Gripen
- Fasotron Schuk-AE in der MiG-35
- IAI Phalcon AEW&C Elta-Radarsystem
- Mitsubishi Electric J/APG-1 AESA im Kampfflugzeug Mitsubishi F-2
- Northrop Grumman SABR, für F-16 Fighting Falcon Upgrades
- RBE2-AA für die Dassault-Rafale-Kampfflugzeuge ab der vierten Tranche (auszuliefern ab 2012 im Standard F3) bestellt.

### See- und bodengestützte Systeme
- APAR (Active Phased Array Radar) schiffsgestütztes Multifunktionsradar
- Green-Pine-Radar[r 4]
- Sea-Based X-Band Radar zur Verfolgung von Interkontinentalraketen
- AN/TPY-2 als Teil u. a. des Terminal-High-Altitude-Area-Defense-System
- AN/SPY-3 für die Zumwalt-Klasse und Gerald R. Ford-Klasse
- AN/SPY-6, Bezeichnung des Air and Missile Defense Radar (AMDR). In verschiedenen Größen, als rotierende Fläche oder als starre Flachantennen, für Arleigh-Burke-Klasse, Constellation-Klasse, Gerald R. Ford-Klasse und andere, sowie als Ersatz für ältere-Radargeräte.
- AN/SPY-7, Ableger des Long Range Discrimination Radar für den Einsatz als Teil des Aegis Ballistic Missile Defense System
- SAMPSON für die Daring-Klasse und Queen-Elizabeth-Klasse
- Cenk S für die Istif-Klasse
- GRS-4D / TRML-4D von Hensoldt, unter anderem als Teil des Luftabwehrsystems  IRIS-T SLM.
- “L-GUARD” (LEO – Groundbased Upscaled AESA RaDar), System Weltraumüberwachung (SysWRÜbw) am  Weltraumlagezentrum (WRLageZ), gebaut von Indra Sistemas.[4]